# Bilwi
Bilwi, med 37 282 invånare (2005), är en stad i Nicaragua. Den ligger i den nordöstra delen av landet, vid Karibiska havet. Bilwi är centralort i kommunen Puerto Cabezas och huvudort i Región Autónoma de la Costa Caribe Norte. Staden hette tidigare Puerto Cabezas, precis som kommunen, men 1996 återfick den det ursprungliga indianska namnet Bilwi som platsen haft innan stadens grundande.
Bilwi är Nicaraguas viktigaste hamnstad på den Karibiska kusten.